# Thorsager (parochie)
Thorsager is een parochie van de Deense Volkskerk in de Deense gemeente Syddjurs. De parochie maakt deel uit van het bisdom Århus en telt 1782 kerkleden op een bevolking van 1960 (2004). 
De parochie was tot 1970 deel van Øster Lisbjerg Herred. In dat jaar werd de parochie opgenomen in de nieuwe gemeente Rønde. In 2007 ging deze op in de fusiegemeente Syddjurs.

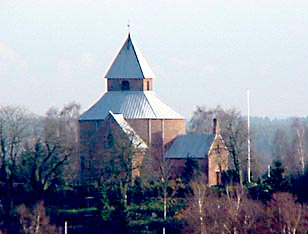
Thorsager Kirke (ca. 1200)